# Acronicta transvalica
Acronicta transvalica är en fjärilsart som beskrevs av George Francis Hampson 1911. Acronicta transvalica ingår i släktet Acronicta och familjen nattflyn. Inga underarter finns listade i Catalogue of Life.